# Поезія мая
Поезія мая — один з видів літературної творчості в часи існування держав мая. Натепер з їхнього доробку практично нічого не залишилося внаслідок активного переслідування з боку колоніальної адміністрації та католицької церкви, насамперед представниками францисканського ордену.

## Особливості
Дослідження поетичної творчості мая значно ускладено результатом нищення багатьох книг-кодексів цього народу, в яких, ймовірно, містилися також поеми і вірші різних жанрів. Тому на сьогодні практично неможливо встановити навіть приблизну кількість творів, а також повністю відтворити усі жанри та засоби виконання віршів, їхній метр. На сьогодні з усього доробку мая найбільш відомо лише Пісня іца з Чилам-Балам з Чумаєля та Пісні Цітбальче. Вже самі назви свідчать про поєднання двох видів творчості: поезії та пісні. Виходячи з цього дослідники вважають, що у мая (як і в ацтеків та багатьох месоамериканських народів) напочатку не існувало різниці між піснею та власне віршем. Лише з часом оформилось індивідуальність кожного.
Водночас дотепер невідомо, як називалися поети у мая, існували професійні декламатори та поети. З огляду на пісенну та театральну творчість, дослідники вважають, що так могло бути. Втім це не підтверджено документально.

## Жанри і теми
Поезія мая представлена наступними жанрами: релігійними гімнами, епічними і героїчними (єдиний відомий приклад «Пісня іца»), ліричними еротичними поемами. Темами були шанування богів, походження всесвіту, оспівуваня звитяг героїв, військовиків, особливо володарів. Про них відомо від іспанських хроністів XVI—XVII ст., проте майже жодного зразка їх не збереглося. Про численність та розмаїття жанрів свідчить збірка «Пісень з Цітбальче», де їх представлено 15 видів. В цих віршах, окрім іншого, з'являються спроби передачі пейзажу, що навколо героїв, і співзвучну їх душевного настрою обстановки. З огляду на цю збірку, значну частину у мая складала хорова лірика.
Мова віршів проста, ясна і образна. Характерно часте вживання паралелізму членів, водночас не вдалося встановити ритміку віршів, на відміну від ацтеків тут відсутній трохаїчний тетраметр.